# Nieuw-Zeelands rugbyteam (mannen)
Het Nieuw-Zeelands rugbyteam is een team van rugbyers dat Nieuw-Zeeland vertegenwoordigt in internationale wedstrijden. Het team staat bekend onder hun bijnaam All Blacks die ze hebben gekregen omdat ze altijd met een geheel zwart tenue spelen.
Rugby is de nationale sport van Nieuw-Zeeland en het nationale team wordt door velen beschouwd als het beste rugbyteam ter wereld. Dit is vooral gebaseerd op het feit dat Nieuw-Zeeland tegen elk land vaker won dan verloor. Desondanks slaagden ze er, na hun zege in eigen land (1987) in het eerste wereldkampioenschap rugby, gedurende vijf edities niet in de wereldtitel te veroveren. Pas toen het WK in 2011 naar Nieuw-Zeeland terugkeerde wonnen ze hun tweede titel. Vier jaar later, in 2015, wisten ze als eerste team hun titel te verlengen en werden ze met drie wereldtitels recordhouder. Ze spelen jaarlijks tegen Argentinië, Australië en Zuid-Afrika in de The Rugby Championship.

## Geschiedenis

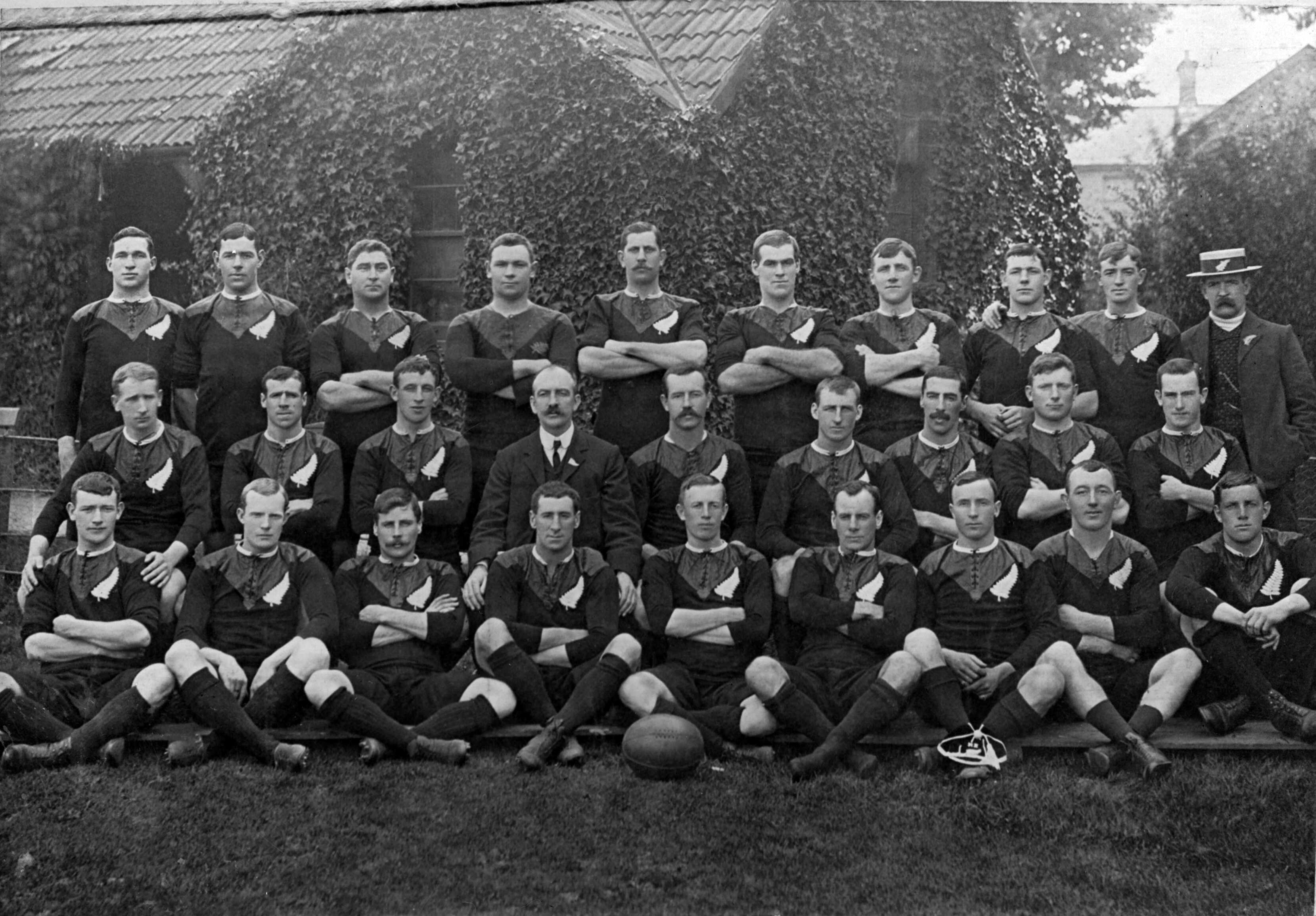
Het Nieuw-Zeelands rugbyteam tijdens hun tournee door Europa in 1905

De eerste internationale wedstrijd van de All Blacks werd in 1893 tegen een team van rugbyspelers uit New South Wales gespeeld. De eerste officieel erkende interland was op 15 augustus 1903 in Sydney. Nieuw-Zeeland won met 22-3 van Australië. Een jaar later, op 13 augustus 1904, speelde Nieuw-Zeeland zijn eerste thuiswedstrijd: de Britse Eilanden kwamen op bezoek in Wellington. Deze wedstrijd eindigde in een 9-3-overwinning voor Nieuw-Zeeland. Eind 1905 werd de eerste tournee gehouden door de All Blacks. In Europa speelden ze achtereenvolgens tegen Schotland, Ierland, Engeland, Wales en Frankrijk. Alleen de wedstrijd tegen Wales werd verloren. Dit is de enige verliespartij van 14 wedstrijden die Nieuw-Zeeland speelde in de jaren 1900-1909.
In de jaren hierna bleef Nieuw-Zeeland veel wedstrijden winnen. Alleen de Zuid-Afrikaanse Springboks wisten regelmatig te winnen van de All Blacks. Een tournee van de All Blacks door het land van de Apartheid leidde in 1976 tot een boycot door 33 Afrikaanse landen van de Olympische Spelen van Montreal.
Het eerste wereldkampioenschap rugby werd in 1987 georganiseerd door Australië en Nieuw-Zeeland. De All Blacks wonnen de wedstrijden voor de groepsfase met overtuigende cijfers. Ook de kwart- en halve finale werden met ruime cijfers gewonnen. In de finale trof Nieuw-Zeeland Frankrijk. De finale werd voor 46.000 toeschouwers gespeeld in Eden Park in Auckland. Ook nu was Nieuw-Zeeland een klasse apart en won de finale met 29-9, waarmee ze de eerste wereldkampioen rugby werden. In deze zes wedstrijden wist Nieuw-Zeeland alles te winnen met een totale doelsaldo van 298-52.
Ondanks dat ze bij de volgende wereldkampioenschappen telkens favoriet waren, bleef het jarenlang bij deze ene titel. Hieraan kwam pas een eind bij het wereldkampioenschap 2011, dat wederom gehouden werd in Nieuw-Zeeland. Ook dit keer ging de finale tegen Frankrijk, ditmaal eindigde de wedstrijd in 8-7. Vier jaar later verlengden de Nieuw-Zeelanders hun titel; het eerste land dat daarin slaagde.

## Tenue

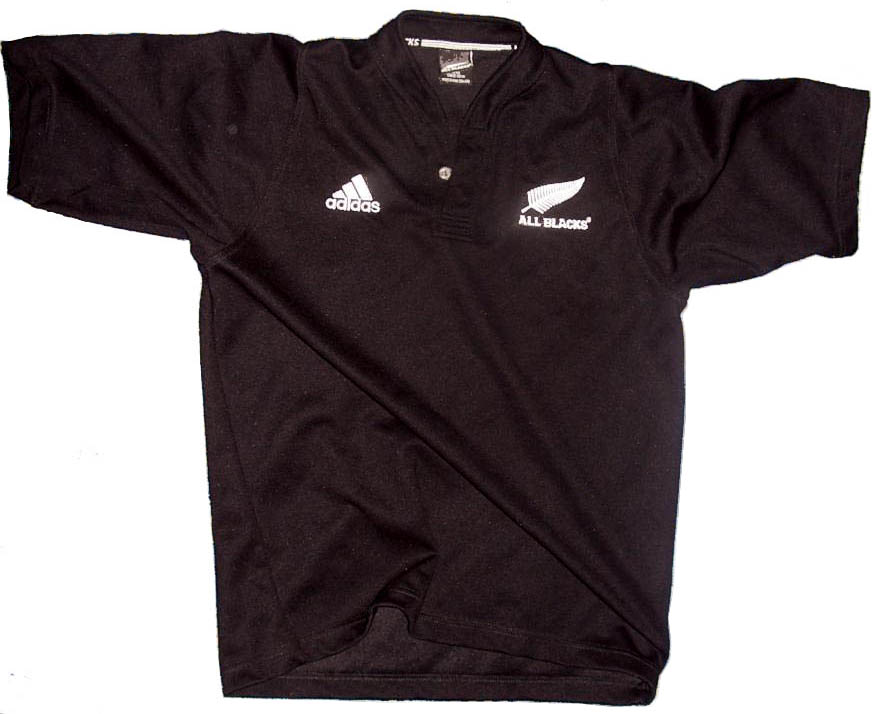
Het shirt van de All Blacks (1999)

Het Nieuw-Zeelands rugbyteam speelt geheel in het zwart. Op het shirt het logo van de nationale rugbybond in de vorm van een varen (varen plant), de Cyathea dealbata.
In 1884 werd nog een donkerblauw shirt gebruikt, met een gouden varen (deze varen stond voor de kiwivogel) . In 1893 schreef de nationale rugbybond een zwart shirt voor met een zilveren varen. In deze jaren werd er regelmatig een witte broek gedragen. Vanaf 1901 verschenen de Nieuw-Zeelandse rugbyspelers geheel in het zwart. Tijdens hun eerste tournee door Europa in 1905 speelden ze dus met een zwarte shirt, zwarte broek en zwarte kousen. Vanwege dit opvallende outfit werden ze in Engeland de All Blacks genoemd. Sindsdien wordt deze bijnaam veel gebruikt en is het tenue, op details na, niet meer veranderd.

## Haka

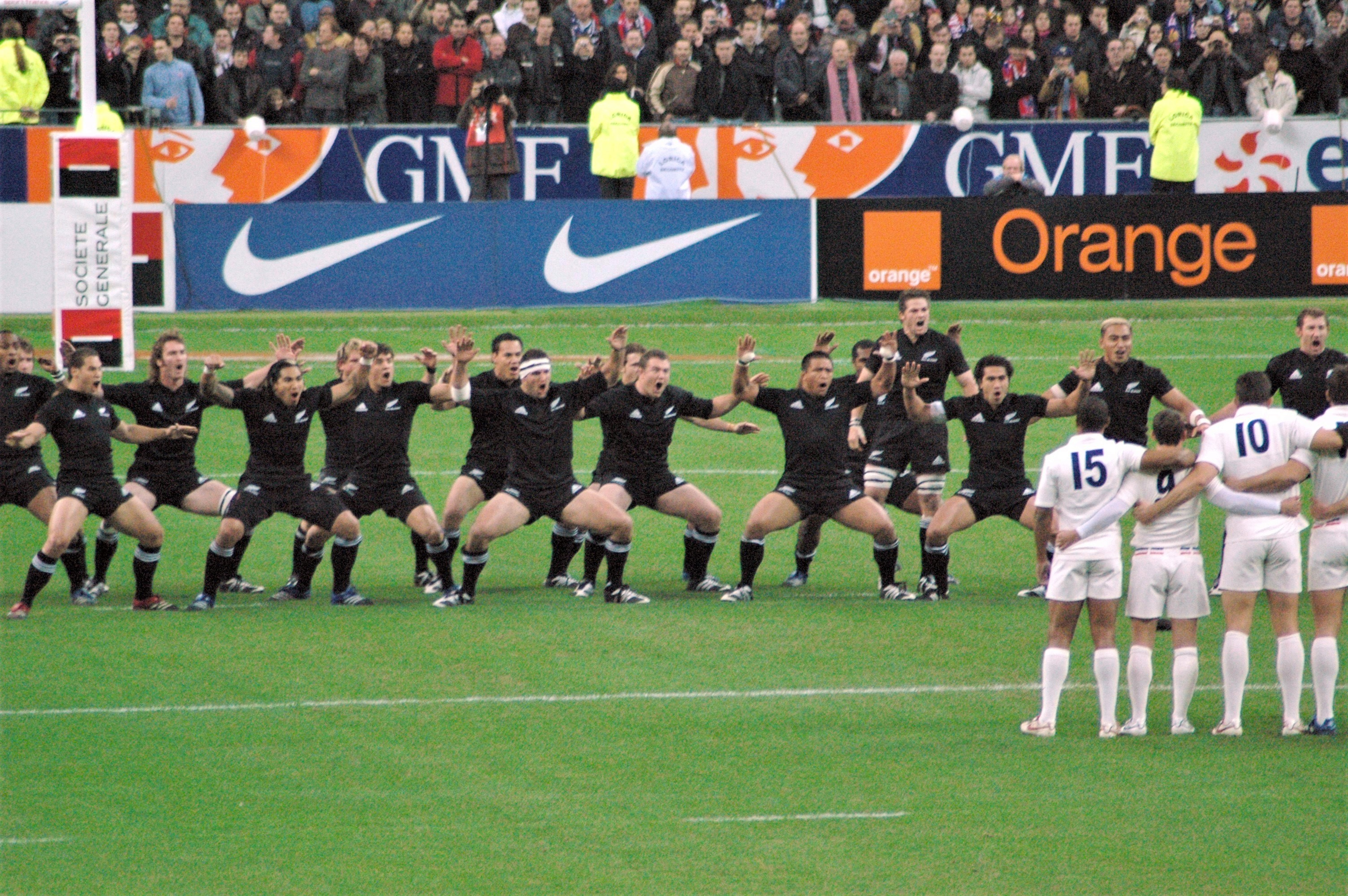
Het Nieuw-Zeelandse rugbyteam voert een haka uit voor een wedstrijd tegen Frankrijk (2006)

Voor elke wedstrijd voeren de rugbyspelers een dans uit. Dit is een traditionele dans uit de Maoricultuur en wordt de Haka genoemd.

## Spelers

### Wereldkampioenschap rugby 2019
Op 28 augustus 2019 maakte de bondscoach Steve Hansen de 31-koppige selectie bekend voor het Wereldkampioenschap rugby 2019 in Japan, Luke Jacobsen werd opgeroepen maar raakte tijdens de training geblesseerd en
werd Shannon Frizell opgeroepen als z'n vervanger.
+ = blessure
Update: 26 september 2019
| Speler              | Positie           | Geboortedatum               | Wedstrijden | Debuut | Clubs                      |
| ------------------- | ----------------- | --------------------------- | ----------- | ------ | -------------------------- |
| Dane Coles          | Hooker            | 10 december 1986 (32 jaar)  | 60          | 2012-  | Hurriances/Wellington      |
| Liam Coltman        | Hooker            | 25 januari 1990 (29 jaar)   | 4           | 2016-  | Highlanders/Otago          |
| Codie Taylor        | Hooker            | 31 maart 1991 (27 jaar)     | 41          | 2015-  | Crusaders/Canterbury       |
| Atu Moli            | Prop              | 21 juni 1995 (24 jaar)      | 2           | 2017-  | Chiefs/Tasman              |
| Joe Moody           | Prop              | 18 september 1988 (30 jaar) | 37          | 2014-  | Crusaders/Canterbury       |
| Nepo Laulala        | Prop              | 6 november 1991 (27 jaar)   | 17          | 2015-  | Chiefs/Counties Manukau    |
| Angus Ta'avo        | Prop              | 22 maart 1990 (29 jaar)     | 8           | 2018-  | Chiefs/Taranki             |
| Ofa Tu'ungasafi     | Prop              | 19 april 1992 (26 jaar)     | 27          | 2016-  | Blues/Auckland             |
| Angus Ta'avao       | Prop              | 22 maart 1990 (29 jaar)     | 3           | 2018-  | Chiefs/Taranaki            |
| Scott Barrett       | Lock              | 20 november 1993 (25 jaar)  | 29          | 2016-  | Crusaders/Taranaki         |
| Brodie Retallick    | Lock              | 31 mei 1991 (28 jaar)       | 75          | 2012-  | Chiefs/Hawke's Bay         |
| Patrick Tuipulotu   | Lock              | 23 januari 1983 (26 jaar)   | 20          | 2014-  | Blues/Auckland             |
| Sam Whitelock       | Lock              | 12 oktober 1988 (30 jaar)   | 108         | 2010-  | Crusaders/Canterbury       |
| Sam Cane            | Loose forward     | 13 januari 1992 (27 jaar)   | 63          | 2012-  | Chiefs/Bay of Plenty       |
| Kieran Read (c)     | Loose forward     | 26 oktober 1985 (33 jaar)   | 118         | 2008-  | Crusaders/Counties Manukau |
| Ardie Savea         | Loose forward     | 14 oktober 1993 (24 jaar)   | 35          | 2016-  | Hurriances/Wellington      |
| Shannon Frizell     | Loose forward     | 11 februari 1994 (25 jaar)  | 4           | 2018-  | Highlanders/Tasman         |
| Matt Todd           | Loose forward     | 20 maart 1988 (31 jaar      | 17          | 2013-  | Crusaders/Canterbury       |
| TJ Perenara         | Half-back         | 23 januari 1992 (27 jaar)   | 55          | 2014-  | Hurriances/Wellington      |
| Aaron Smith         | Half-back         | 21 november 1988 (30 jaar)  | 82          | 2012-  | Highlanders/Manawatu       |
| Brad Weber          | Half-back         | 17 januari 1991 (28 jaar)   | 2           | 2015-  | Chiefs/Hawke's Bay         |
| Beauden Barrett     | First five-eights | 27 mei 1991 (28 jaar)       | 73          | 2012-  | Hurriances/Taranaki        |
| Richie Mo'unga      | First five-eights | 25 mei 1994 (24 jaar)       | 9           | 2017-  | Crusaders/Canterbury       |
| Ryan Crotty         | Centre            | 23 september 1988 (30 jaar) | 44          | 2013-  | Crusaders/Canterbury       |
| Jack Goodhue        | Centre            | 13 juli 1995 (24 jaar)      | 8           | 2017-  | Crusaders/Northland        |
| Anton Lienert-Brown | Centre            | 15 april 1995 (24 jaar)     | 33          | 2016-  | Chiefs/Waikato             |
| Sonny Bill Williams | Centre            | 3 augustus 1985 (33 jaar)   | 51          | 2010-  | Blues/Counties Manukau     |
| George Bridge       | Centre            | 1 april 1995 (24 jaar)      | 1           | 2018-  | Crusaders/Canterbury       |
| Rieko Ioane         | Centre            | 18 maart 1997 (22 jaar)     | 24          | 2016-  | Blues/Auckland             |
| Sevu Reece          | Centre            | 13 februari 1997 (22 jaar)  | 4           | 2019-  | Crusaders/Waikato          |
| Jordie Barrett      | Fullback          | 17 februari 1997 (22 jaar)  | 9           | 2017-  | Hurriances/Taranaki        |
| Ben Smith           | Fullback          | 1 juni 1986 (33 jaar)       | 76          | 2009-  | Hihglanders/Otago          |

## Stadions
Het Nieuw-Zeelands rugbyteam heeft geen eigen stadion, maar speelt zijn wedstrijden in verschillende stadions over het land verspreid. De meest gebruikte stadions zijn Eden Park en North Harbour Stadium in Auckland, Waikato Stadium in Hamilton, Westpac Stadium in Wellington, AMI Stadium in Christchurch en Carisbrook in Dunedin.

## Wereldkampioenschappen
Nieuw-Zeeland heeft aan elk wereldkampioenschap deelgenomen, en werd reeds drie keer wereldkampioen.
- WK 1987: wereldkampioen
- WK 1991: derde
- WK 1995: tweede
- WK 1999: vierde
- WK 2003: derde
- WK 2007: kwartfinale
- WK 2011: wereldkampioen
- WK 2015: wereldkampioen
- WK 2019: derde